# Осада Тира (586—573 до н. э.)
Осада Тира — очень длительная (586—573 до н. э.) осада финикийского города Тира армией вавилонского царя Навуходоносора II. Завершилась капитуляцией тирийцев. Описана в библейской книге пророка Иезикииля. По другой версии, осад было две: первая началась в 586 году до н. э., а вторая (двухлетняя) в 574 или 572 году до н. э.

## Предыстория
Нововавилонское царство, возникшее в результате мятежа ассирийского наместника в 626 году до н. э., после уничтожения Ассирии повело борьбу с Египтом за овладение всем Левантом. Нанеся египтянам тяжёлое поражение в битве при Каркемише, второй царь из новой династии Навуходоносор II завершил к 602 году до н. э. покорение Заречья, отдельные государства и города которого продолжили пользоваться самоуправлением. Но в 591 году до н. э. фараон Псамметих II во главе флота и в сопровождении сонма жрецов прибыл якобы с религиозными целями в финикийский город Библ. Это была явная провокация против Вавилона, под властью которого находилась Финикия: фараон демонстрировал военно-морскую мощь Египта населению Заречья, поощряя его тем самым к восстанию.
Осенью 589 года до н. э. по сигналу из Египта восстало Иудейское царство, что вызвало карательный поход вавилонян. Прочие мелкие государства Заречья не посмели примкнуть к восстанию и по требованию Навуходоносора II выставили вспомогательные отряды. Вавилоняне опустошили территорию Иудеи и в 588 году до н. э. осадили Иерусалим. Псамметих II умер, так и не успев послать обещанную помощь. Выполняя обещание отца иудеям, новый фараон Априй двинул в Азию свою армию и флот. В последующем сражении на суше египтяне потерпели неудачу, но на море одержали победу над объединёнными флотами Тира и Кипра, посланными в бой Навуходоносором II. Затем Априй высадил войско для взятия Сидона, после чего финикийские города сдались египтянам. Египетское проникновение в Финикию серьёзно поколебало вавилонское господство в Заречье, но всё же Навуходоносору II удалось восстановить свою власть в этих землях и продолжить осаду Иерусалима, который пал в 586 году до н. э. Затем вавилонский царь захватил Сидон и разгромил Эдом. И только Тир продолжал упорное сопротивление.

## Ход осады
Ибо так говорит Господь Бог: вот, Я приведу против Тира от севера Навуходоносора, царя Вавилонского, царя царей, с конями и с колесницами, и со всадниками, и с войском, и с многочисленным народом. Дочерей твоих на земле он побьёт мечом и устроит против тебя осадные башни, и насыплет против тебя вал, и поставит против тебя щиты; и к стенам твоим придвинет стенобитные машины и башни твои разрушит секирами своими. От множества коней его покроет тебя пыль, от шума всадников и колёс и колесниц потрясутся стены твои, когда он будет входить в ворота твои, как входят в разбитый город. Копытами коней своих он истопчет все улицы твои, народ твой побьёт мечом и памятники могущества твоего повергнет на землю. И разграбят богатство твоё, и расхитят товары твои, и разрушат стены твои, и разобьют красивые домы твои, и камни твои и дерева твои, и землю твою бросят в воду.
Осада Тира началась 23 апреля 586 (по другим данным, 587 или 585) года до н. э. и продолжалась 13 лет. Вавилоняне быстро захватили материковую часть города, известную как Ушу, но были бессильны сокрушить цитадель на острове. Они не имели достаточно сильного флота, способного блокировать Тир с моря (либо флота не было вообще). Оставалось надеяться лишь на истощение тирийцев. Блокада города с суши велась с невиданным упорством. «Навуходоносор, царь Вавилона, утомил своё войско большими работами при Тире. Все головы оплешивели, и все плечи стёрты, а ни ему, ни его войску нет вознаграждения от Тира за работы, которые он употребил против него», — так с иронией говорит об осаде Тира пророк Иезекииль. Возможно, в этом фрагменте речь идёт о строительстве дамбы, чтобы добраться до островной части города, при котором землю переносили на головах и плечах (именно таким способом овладел Тиром Александр Македонский в 332 году до н. э.). Тир держался стойко, несмотря на огромный ущерб, причиняемый блокадой его торговле. К тому же он постоянно поддерживал связь с Египтом по морю и получал оттуда помощь.
В 582 году до н. э. Навуходоносору II удалось наконец закончить войну с Египтом. Вавилоняне разгромили Аммон и Моав — последние государства-клиенты в Трансиордании, на которые мог рассчитывать Египет, а затем появились непосредственно на его границах. Неизвестно, имело ли тогда место вторжение вавилонян в долину Нила. Как бы то ни было, между Египтом и Вавилоном в 582 году до н. э. был заключён мир. Тир остался в одиночестве, но только в 573 (по другим данным, 575 или 574) году до н. э. сдался вавилонянам. Он не был разграблен, сохранил автономию и не пустил в свои стены вавилонский гарнизон, однако выдал заложников и принимал правителей в лице то судей, то царей, которых присылали из Вавилона.
Завершение осады Тира было для вавилонян очень важным событием, по поводу которого летом 573 года до н. э. в Тир даже съехались важные персоны из храмовой и городской администрации нескольких значительных центров Месопотамии.

## Эпиграфические свидетельства
В 1926 году немецкий археолог Экхард Унгер опубликовал перевод клинописного текста с повреждённой глиняной таблички, в котором говорилось о заготовке продовольствия «для царя и его воинов для их похода против Тира». Другие таблички свидетельствуют, что на определённый период Тир оказался под властью Навуходоносора II. Один вавилонский текст утверждает, что царь лично принимал участие в осаде.

## Альтернативные интерпретации
Осада Тира слабо освещена в сохранившихся источниках (например, о ней не упоминает Берос), а фрагмент Иез. 29:18 может быть истолкован таким образом, что осада вавилонян окончилась неудачей. Поэтому ряд древних и современных толкователей Библии называли пророчество Иезекииля не исполнившимся, полагая, что Бог отменил своё предначертание за раскаяние Тира, как сделал это некогда в отношении Ниневии. Но молчание историков об осаде не опровергает её факта: древние авторы черпали информацию из финикийских источников, которые могли просто умолчать о печальной странице своей истории. Иосиф Флавий сообщает, что примерно в эпоху Иезекииля двое тирских принцев: Мербал и Хиром проживали в Вавилонии, откуда их приглашали в Тир для занятия престола. Скорее всего, они попали туда в качестве заложников; это свидетельствует о том, что результатом осады Тира была как минимум его вассальная зависимость от Вавилона.

### Первичные источники
- Книга пророка Иезекииля, 26—29.
- Иосиф Флавий. Иудейские древности, XI, 1; О древности иудейского народа (Против Апиона), I, 20.

### Вторичные источники
- Белявский В. А. Глава 3. Величие Вавилона // Вавилон легендарный и Вавилон исторический. — М.: Ломоносовъ, 2011. — 272 с. — (История. География. Этнография). — 1000 экз. — ISBN 978-5-91678-106-9.
- Джон X. Уолтон, Виктор X. Мэтьюз, Марк У. Чавалес. Книга Пророка Иезекииля. 26—28: Плач и пророчество о Тире // Библейский культурно-исторический комментарий = The IVP Bible Background Commentary: Old Testament / Под общ. ред. Т. Г. Батухтиной. — СПб.: Мирт, 2010. — Т. I. Ветхий завет. — 984 с. — (Энциклопедия христианства). — 3000 экз. — ISBN 978-5-88869-261-5.
- Книга пророка Иезекииля. Главы XXVI—XXIX // Толковая Библия, или Комментарий на все книги Св. Писания Ветхого и Нового Заветов / Под ред. А. П. Лопухина. — СПб.: Странник, 1909. — Т. VI. — С. 374—402. — 544 с.